# Charlotte Canda
Charlotte Canda (3 de fevereiro de 1828 – Manhattan, 3 de fevereiro de 1845), também conhecida simplesmente como "Miss Canda", foi uma jovem debutante que morreu em um acidente de carruagem quando retornava para casa após sua festa de aniversário de dezessete anos em Nova Iorque. É memorializada em um mausoléu em estilo vitoriano no Green-Wood Cemetery, Brooklyn, obra de Robert Eberhard Launitz e John Frazee. O monumento atraiu milhares de visitantes ao Green-Wood Cemetery no final do século XIX.

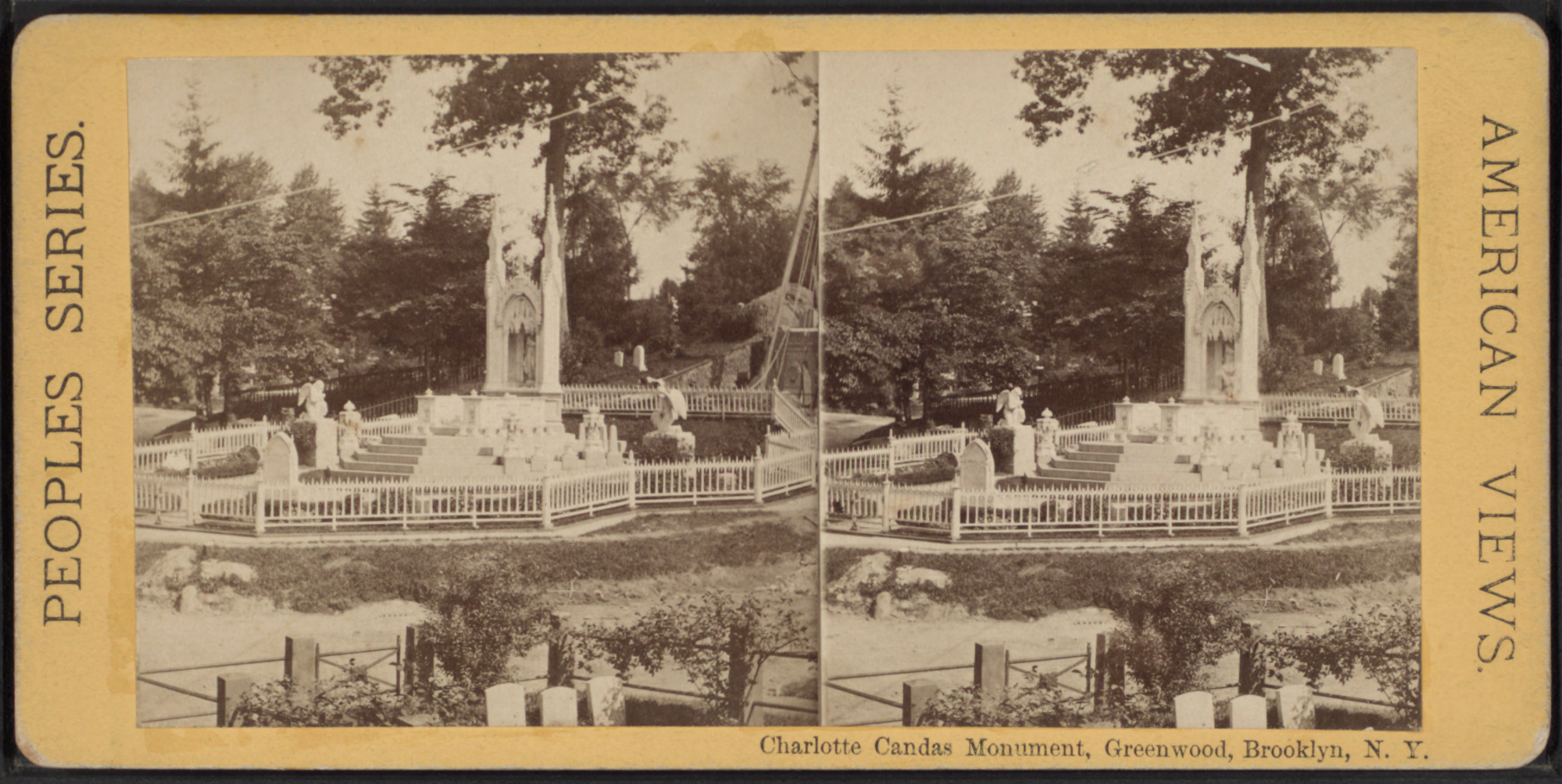
Estereoscopia do monumento da coleção de Robert N. Dennis

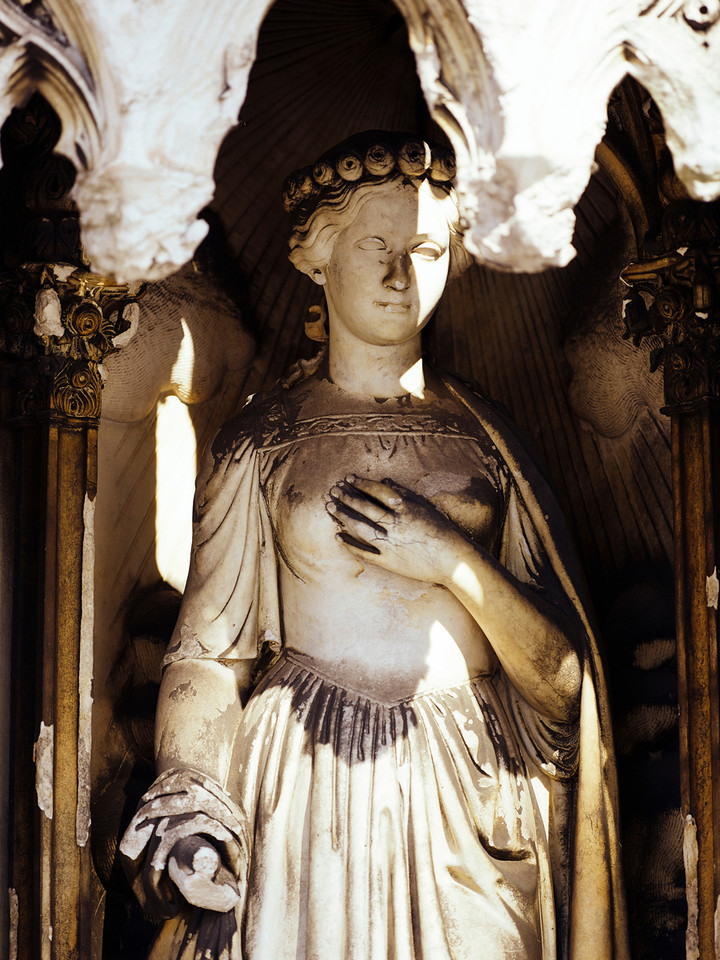
Detalhe da estátua de mármore

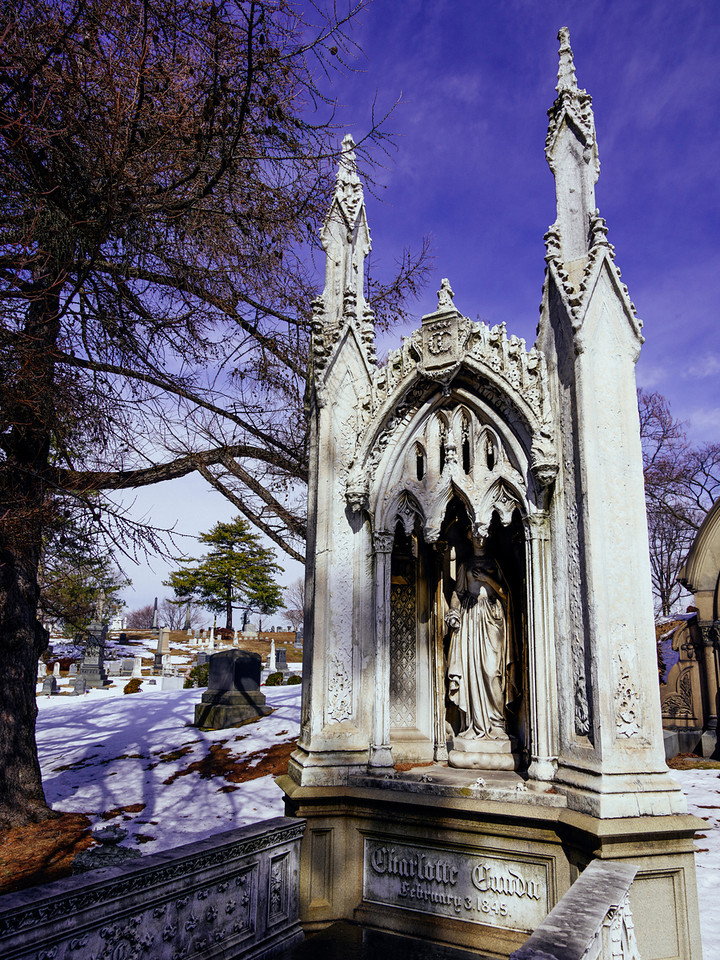
Vista lateral

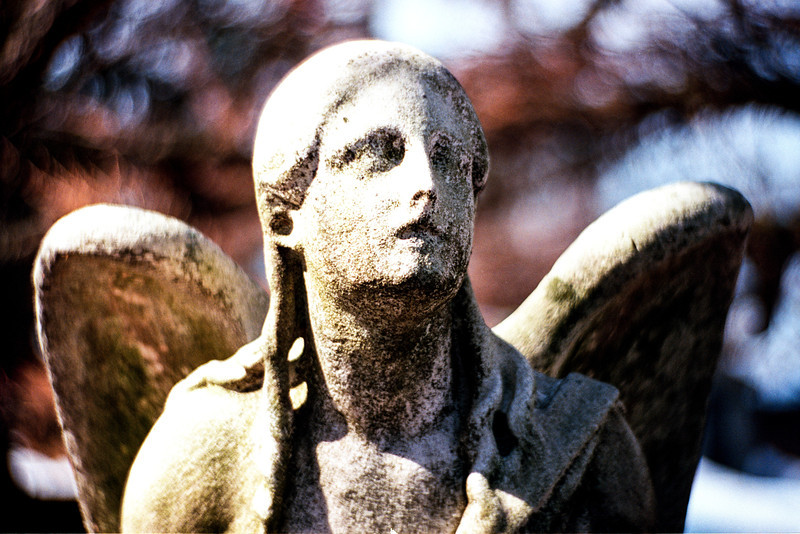
Um par de anjos no monumento